# Begonia rufosericea
Espèce
Begonia rufosericea est une espèce de plantes de la famille des Begoniaceae.
L'espèce fait partie de la section Pritzelia.
Elle a été décrite en 1946 par Joaquim Franco de Toledo (1905-1952).

## Répartition géographique
Cette espèce est originaire du pays suivant : Brésil.